# Sigurdur Gudmundsson

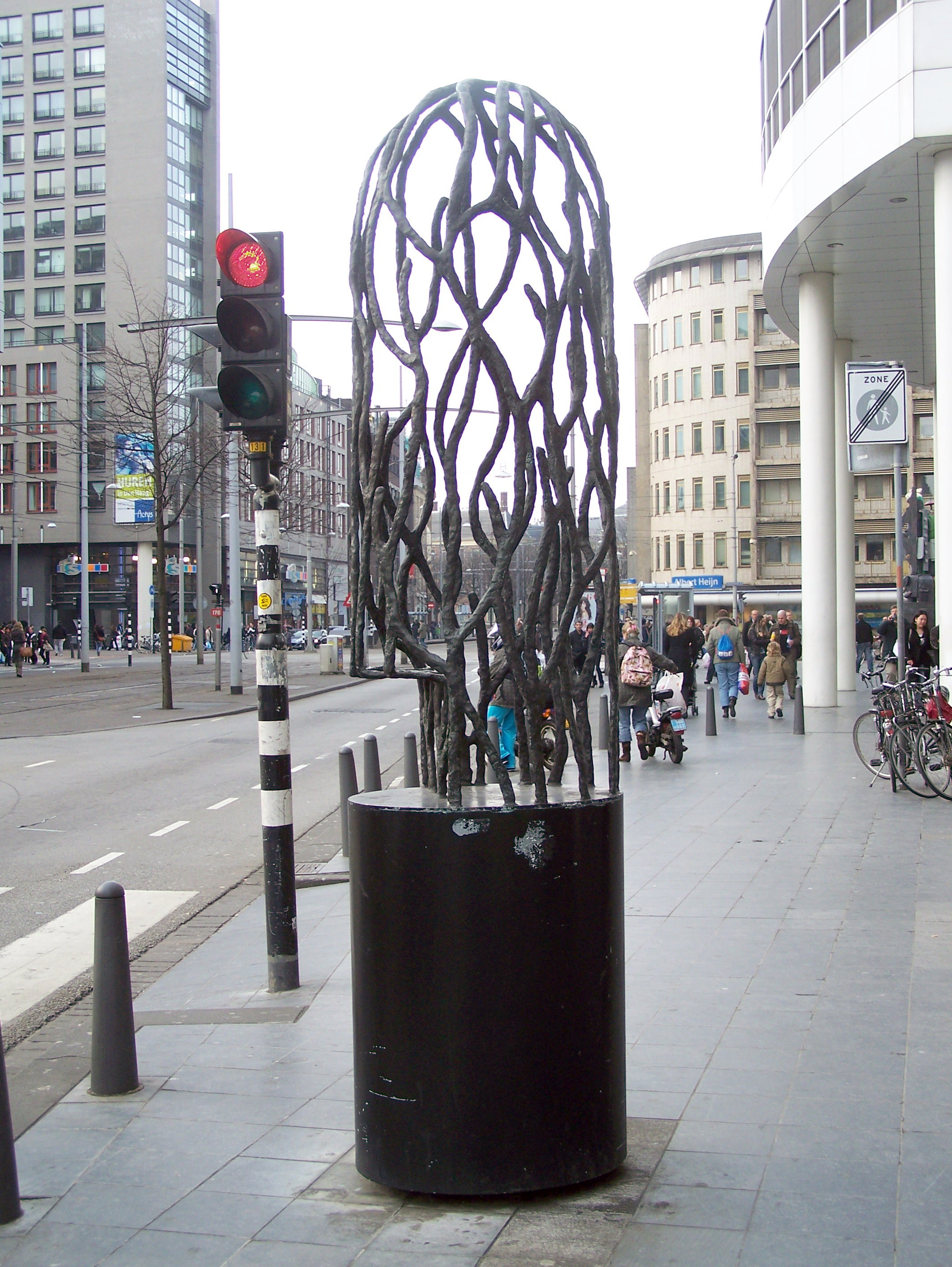
1996, Spui på Sokkelplein, Haag, Nederländerna.

Sigurður Guðmundsson, född 1942 i Reykjavik, är en isländsk konstnär inom performancekonst, skulptur, text, måleri och fotografi.
Sigurður Guðmundsson utbildade sig på Konstfackskolan i Reykavik 1960-63 och på Ateliers'63 i Haarlem i Nederländerna 1963-64. Han anslöt sig 1966 till Fluxus-rörelsen.
Han var docent på Academie voor Kunst en Industrie i Enschede i Nederländerna 1978-86.
Sigurður Guðmundsson är bror till konstnären Krístjan Gudmundsson.

## Offentliga verk i urval
- Portret, 1986, skulpturparken vid Museet för modern konst i Arnhem i Nederländerna
- Pathos, 1987, diabas från Hägghult och brons, vid PTT-byggnaden i s-Hertogenbosch i Nederländerna
- Shaan, 1987, vid Wasamuseet i Stockholm och Teniersplein, Haag i Nederländerna
- Utan titel, 1988, stadsdelen Kralingen-Crooswijk i Rotterdam i Nederländerna
- De ontmoeting, 1995, Menno ter Braakplein i Gorinchem i Nederländerna
- Het rode geheim, 1998, Medicinska universitetscentret i Groningen i Nederländerna
- Poem för imaginär älv, brons, i sjön Skinnmudselet, 6 kilometer väster om Fredrika, del av Konstvägen Sju Älvar
- Diamonds are everywhere, granit, 2001, Sundspromenaden i Västra hamnen i Malmö

## Bildgalleri

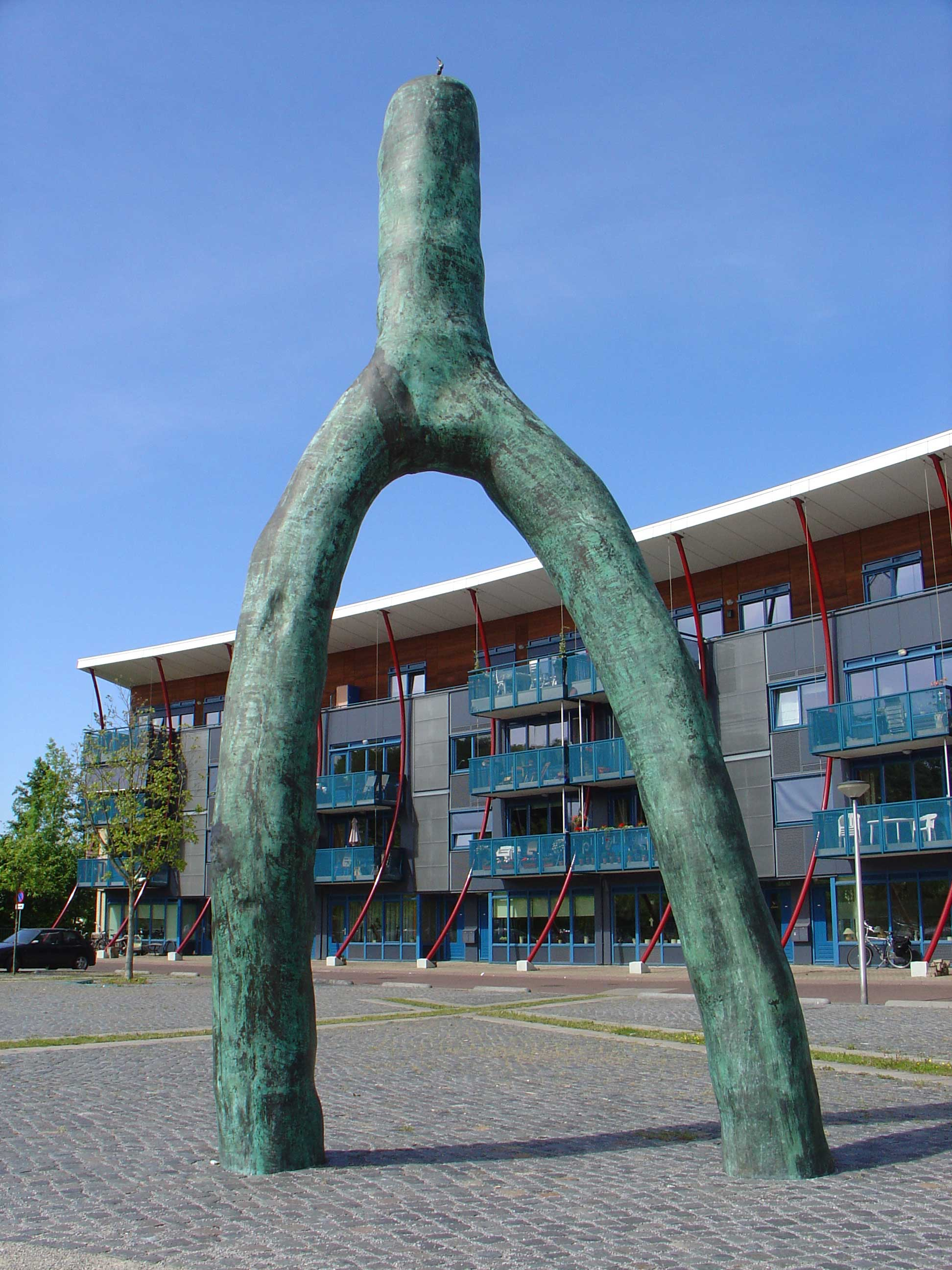
Wichelroede i Glanerbrug, Nederländerna
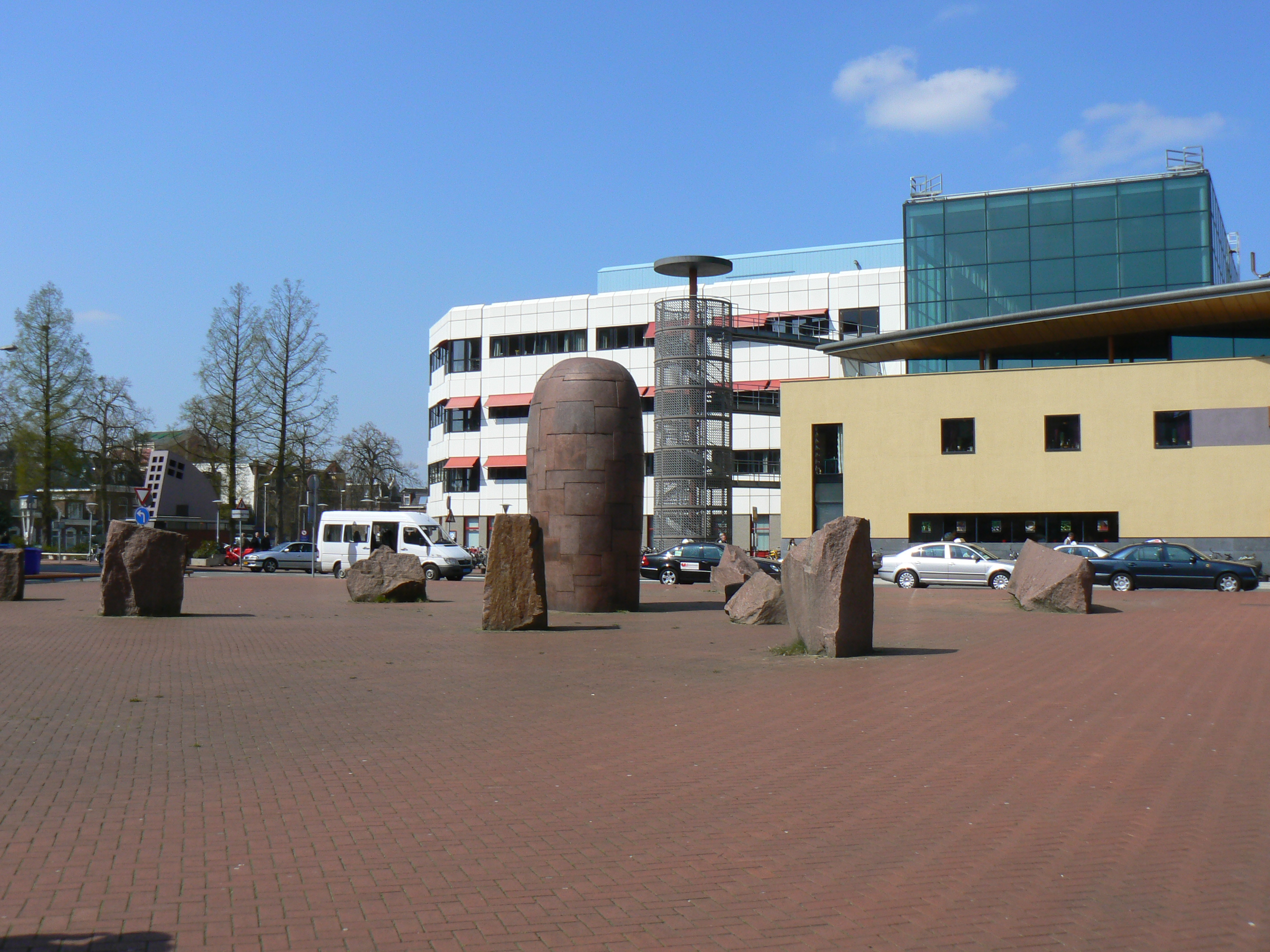
Het rode geheim, Groningen, översiktsbild
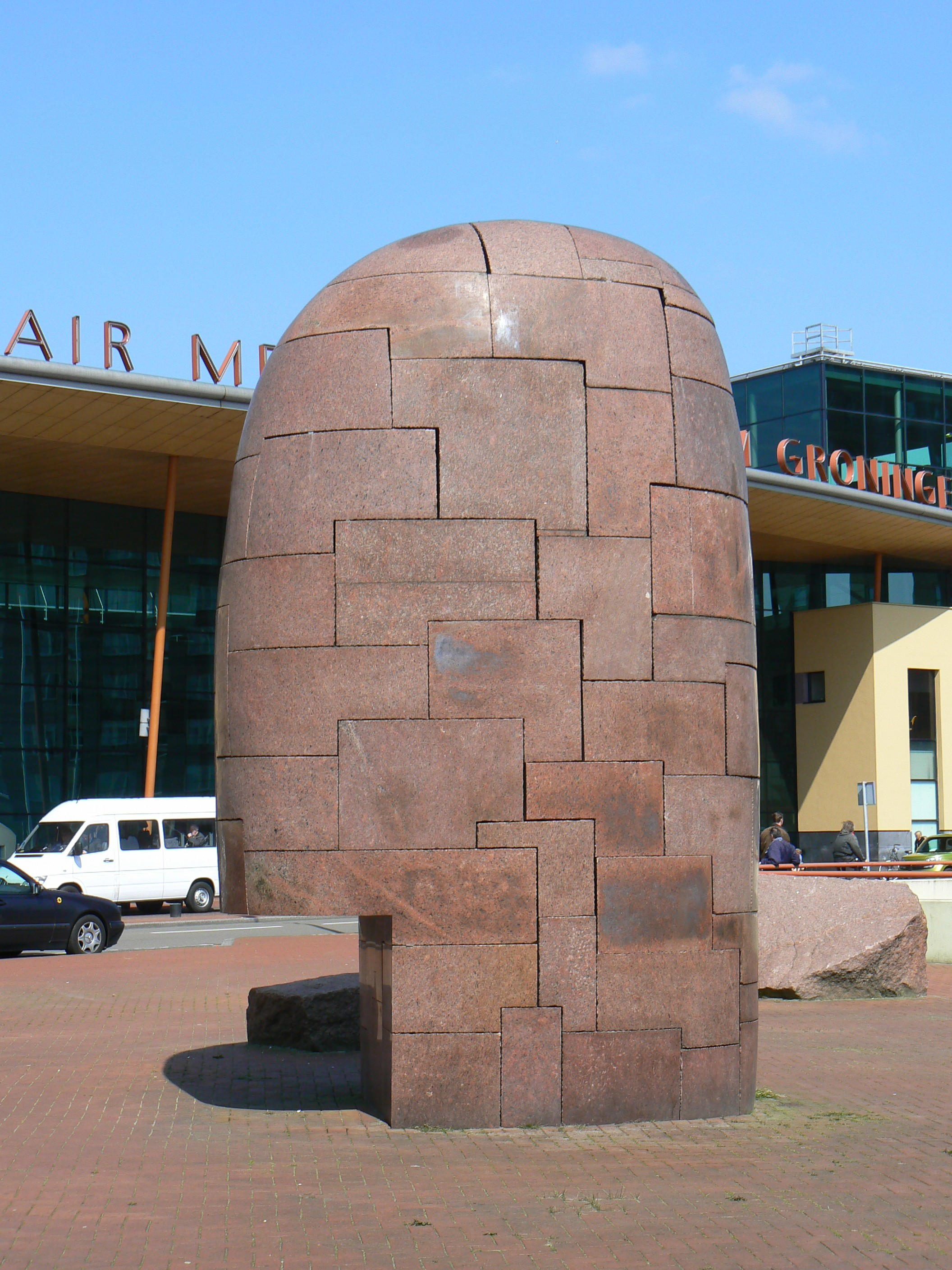
Het rode geheim, Groningen, detalj
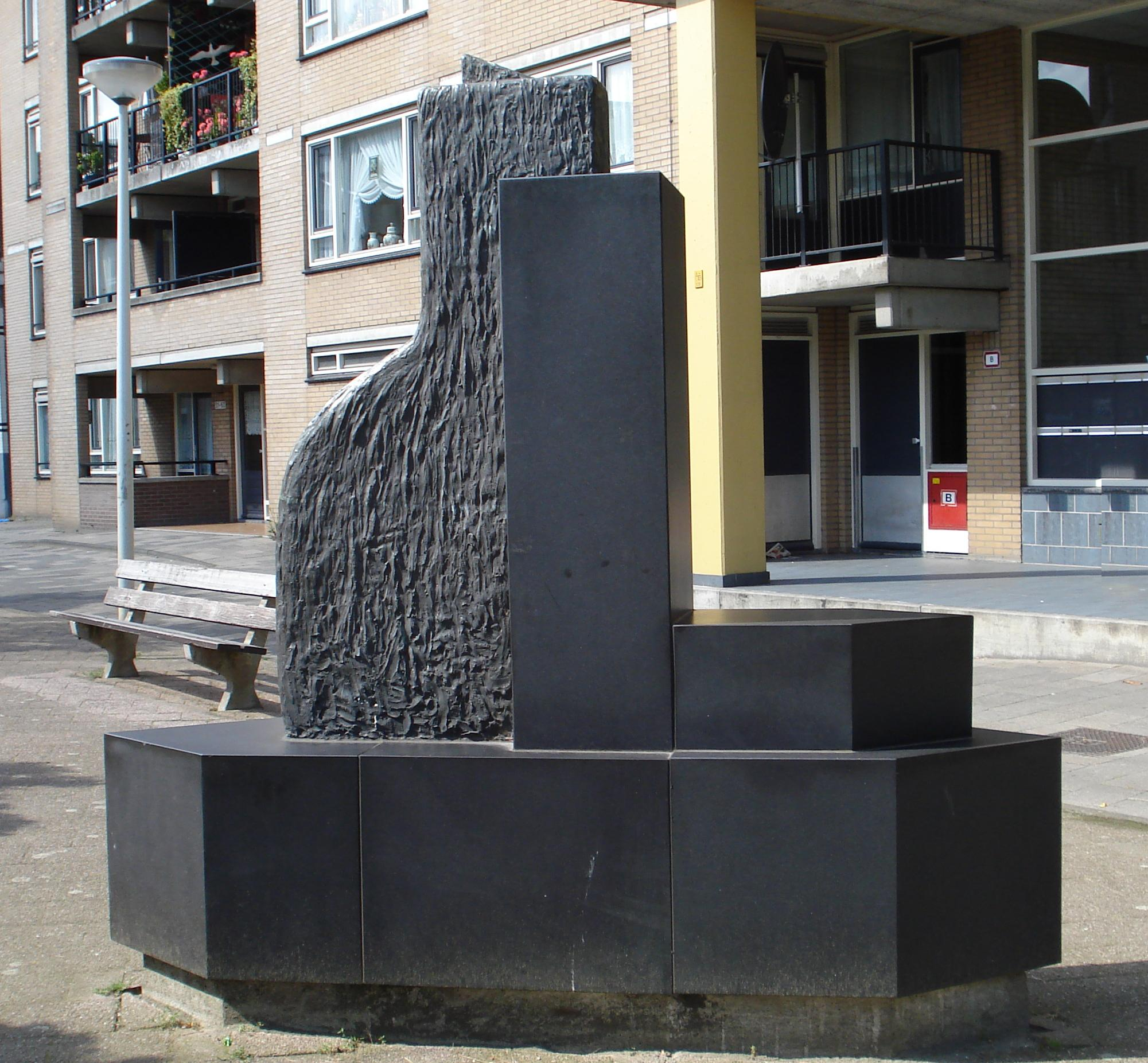
Utan titel, Kralingen-Crooswijk, Rotterdam
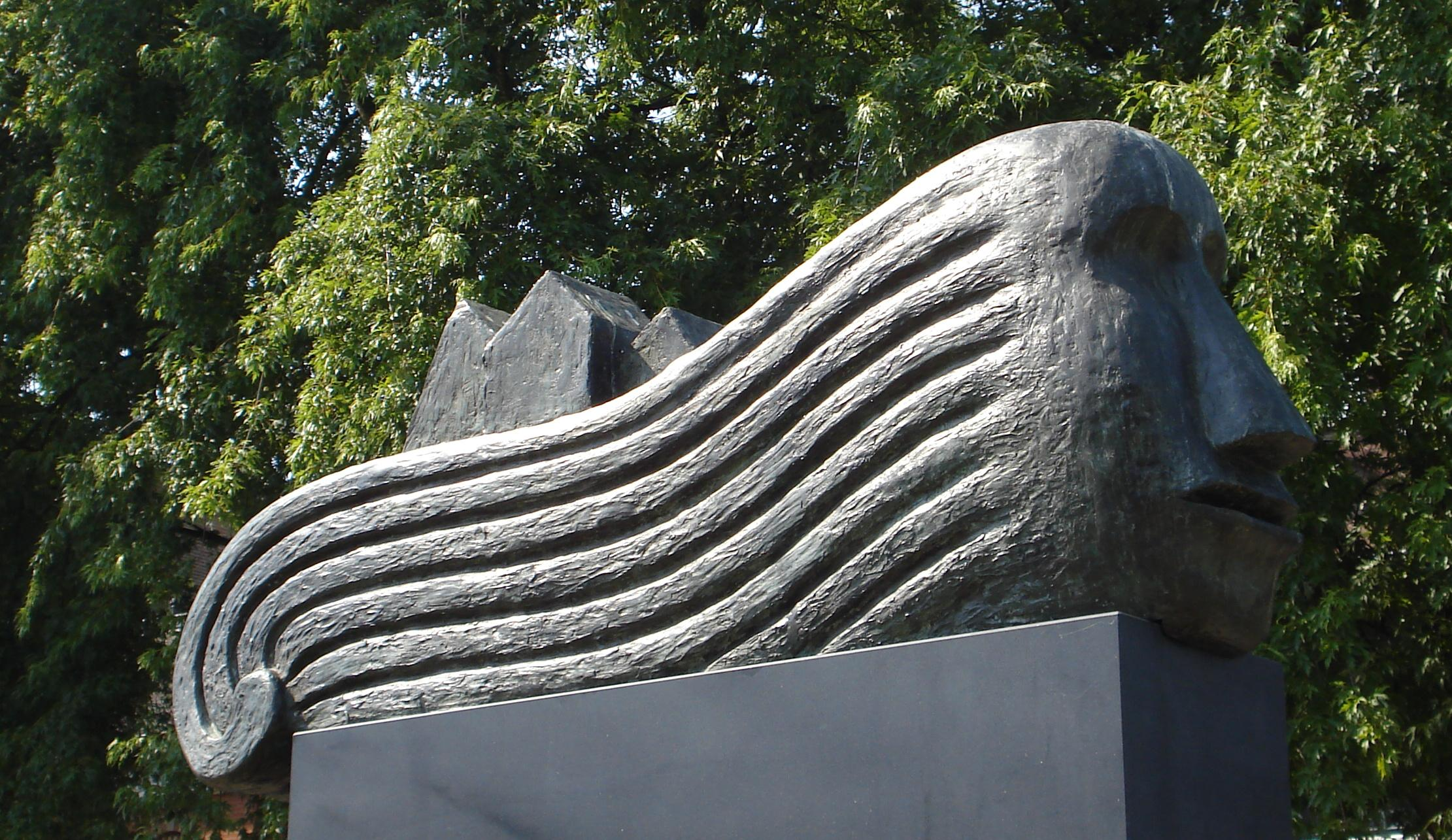
Sjaan, Teniersplein, Haag
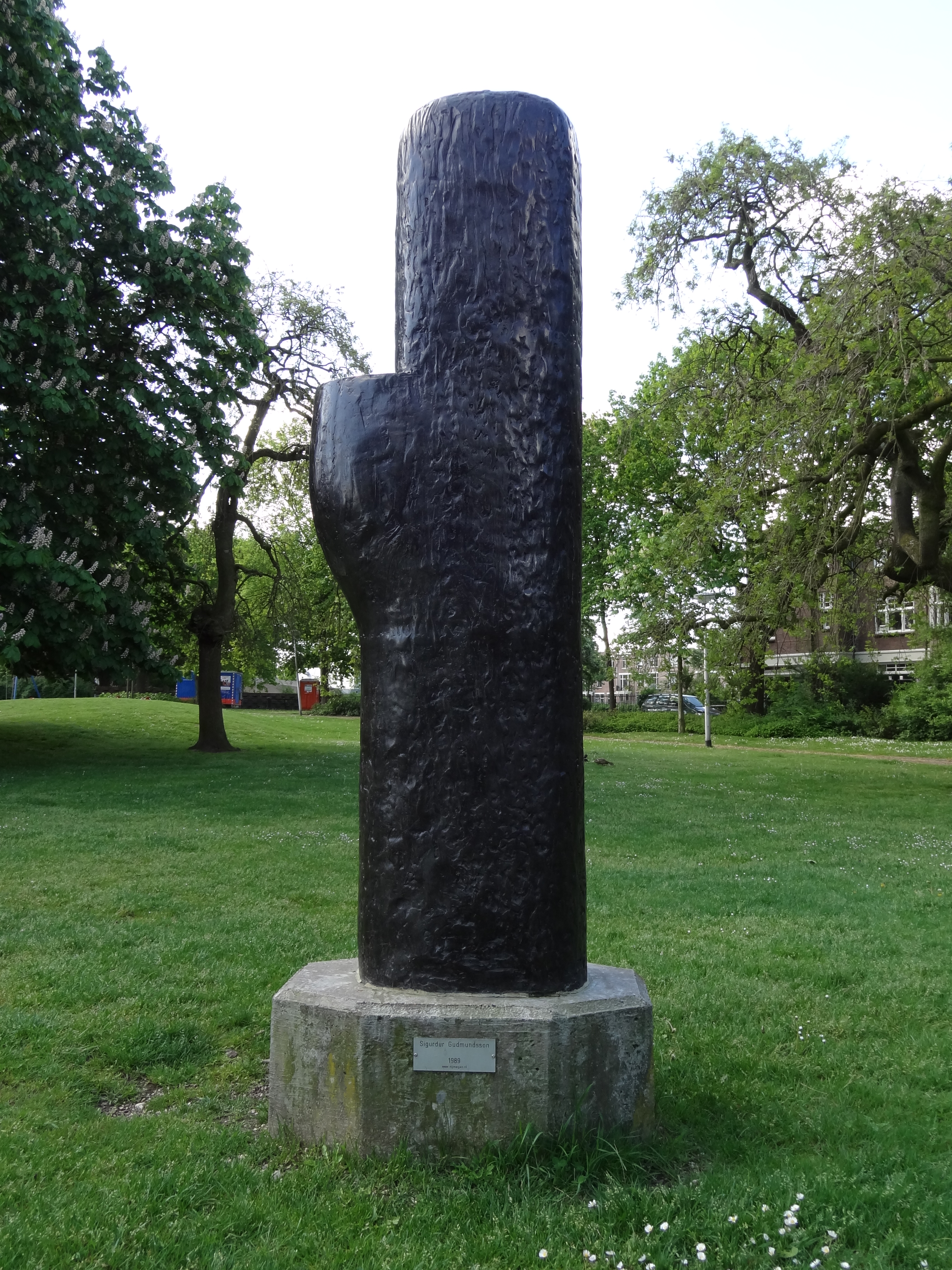
Skulptur i Julianapark i Nijmegen
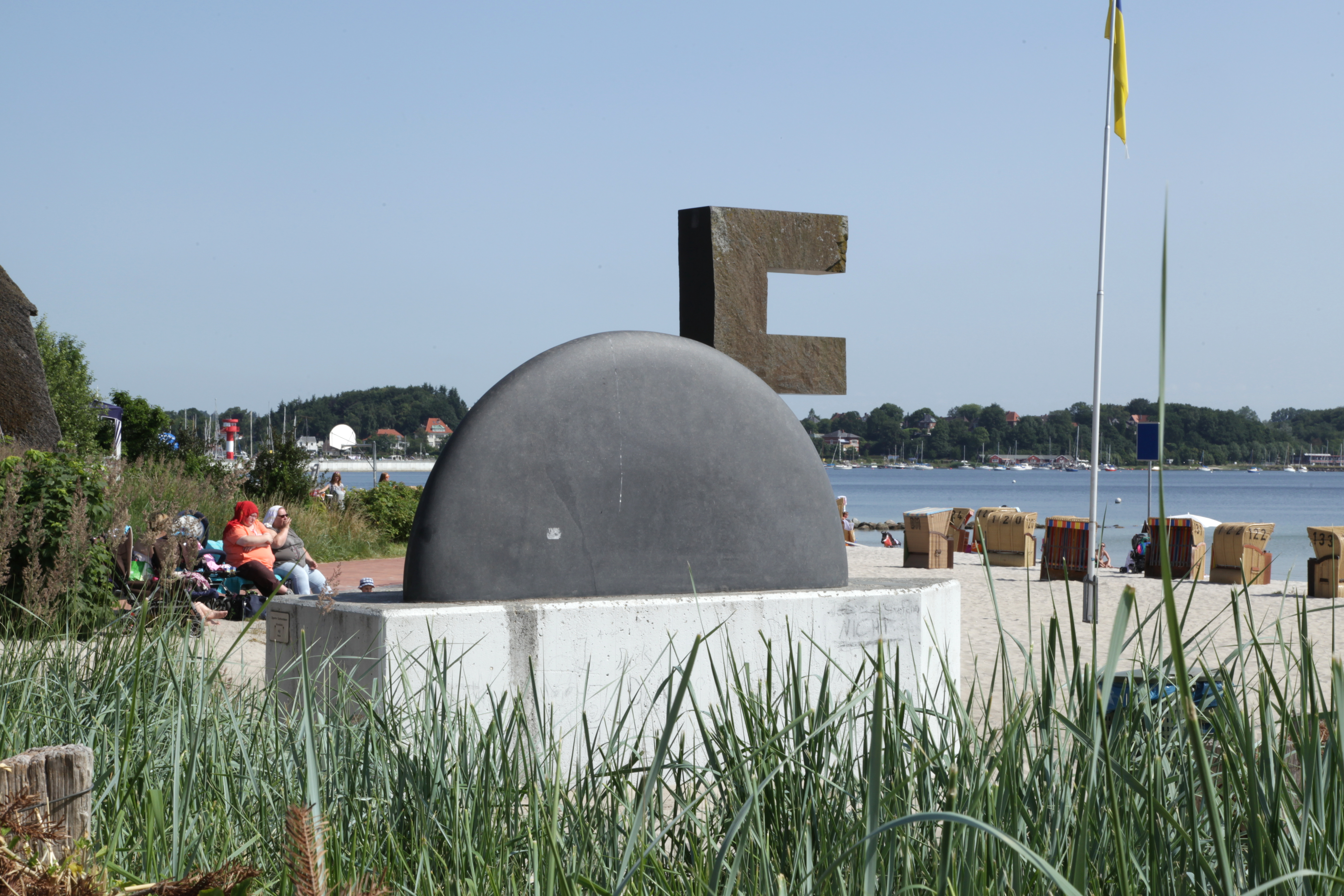
Himmbirni, Eckernförde